# الیجا آلسوپ
الیجا آلسوپ (انگلیسی: Elijah Allsopp؛ 1877 – ۱۹۵۸ (۸۰−۸۱ سال)) بازیکن فوتبال اهل بریتانیا بود.
از باشگاه‌هایی که در آن بازی کرده‌است می‌توان به باشگاه فوتبال نوتس کانتی و باشگاه فوتبال بری اشاره کرد.